# Batu (stad)
Batu är en stad på östra Java i Indonesien. Den är belägen i provinsen Jawa Timur och har lite mer än 200 000 invånare.